# 世界中どこを探しても
世界中どこを探しても（せかいじゅうどこをさがしても）は、北原愛子の14枚目のシングル。

## 解説
- 前作から4ヶ月の間隔をあけて出されたシングル。
- 初回生産分のみ「LOVE CARD」か「PEACE CARD」のどちらかが入っている。
- アニメタイアップの為、裏面には結界師のキャラクターが描かれている
- シングルとしては3作連続でアニメタイアップとなる。
- チャートでの42位は自身のシングルの中でも最高位である。10thシングル『TANGO』以来のオリコンTOP50入りとなった。

## 収録曲
1. 世界中どこを探しても
  - 作詞・作曲：北原愛子／編曲：葉山たけし
2. サクラサク
  - 作詞：北原愛子／作曲・編曲：小澤正澄
3. この空の下で
  - 作詞：北原愛子／作曲・編曲：綿貫正顕
4. 世界中どこを探しても(Instrumental)

## タイアップ
- 日本テレビ系アニメ「結界師」エンディングテーマ（2代目）（#1）

## 参加ミュージシャン
- 世界中どこを探しても
  - 葉山たけし：Charango/Bass/Guitars
  - ANTONIO CAMAQUE：Quena
  - 宇徳敬子：Chorus
- サクラサク
  - 小澤正澄：Guitars
  - Rie：Flute
  - 岡崎雪：Chorus
- この空の下で
  - 綿貫正顕：Guitars
  - 岡崎雪：Chorus
  - Vamos Terrao：Chorus